# Make-Make

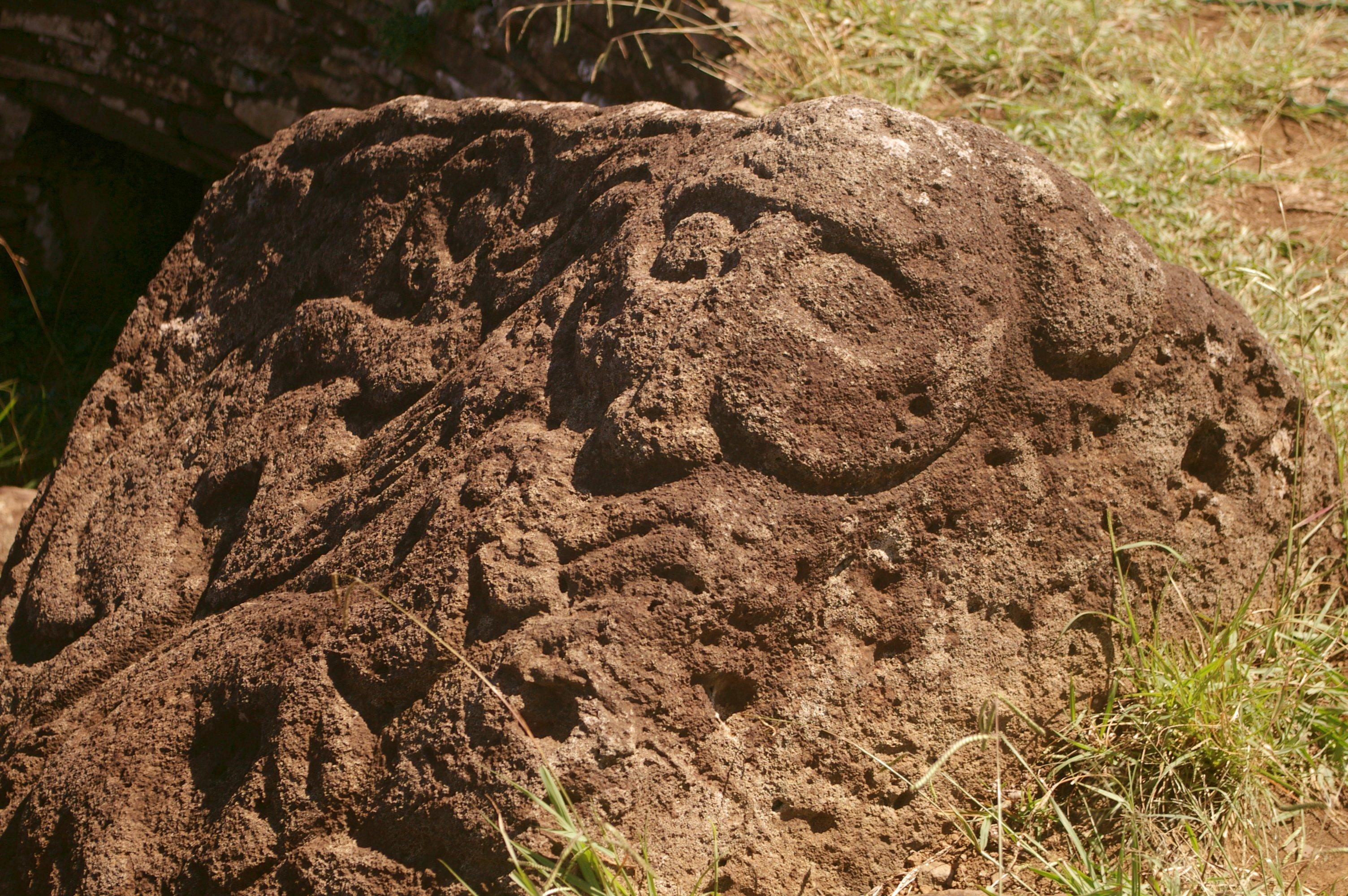
Make-Make con dos hombres-pájaro, representados en un petroglifo.

Make-Make, también escrito Makemake, es una deidad polinésica presente en la mitología pascuense.

## Descripción
En la mitología pascuense, Make-Make era considerado como el creador del mundo. Al ser una isla muy apartada, con el paso del tiempo, las peticiones de los Rapa Nui hacia los dioses, estaban muy ligadas a la adquisición de alimentos. Debido a ello, Make Make, la legendaria deidad de un origen más guerrero (matato’a) desplazaría al casi olvidado Haua, así como también a Tangaroa, la mayor divinidad polinésica. Por ello Make-Make está igualmente relacionado con la fertilidad.
Posteriormente, los conflictos internos, en el cual fueron destruidos la gran mayoría de los moáis, hizo que surgiera como respuesta un diferente culto a Make-Make; ahora presente en la ceremonia del tangata manu (hombre-pájaro), en la que los distintos linajes competían anualmente por el poder político en la isla de Rapa Nui.
En algunos pueblos de la Polinesia, Make-Make es representado como la unión de dos aves mirando en sentidos opuestos.

## El mito
El mito dice que luego de que Make-Make hubiese creado la Tierra, sentía que algo le faltaba. Pero sucedió que un día tomó una calabaza que contenía agua, y con asombro se dio cuenta de que al mirar en el agua, se veía su rostro reflejado en ella. Make-Make saludó a su propia imagen mientras observaba que en ella se apreciaba un pico, alas y plumas. Así fue como mientras observaba su reflejo, en ese mismo momento un pájaro se posó sobre su hombro. Observando la gran similitud entre su imagen y el pájaro, procedió a tomar su reflejo y lo unió con el del pájaro, naciendo así su primogénito. 
Pero a pesar de ello, Make-Make igualmente pensó en crear a un ser que tuviese su imagen, el cual hablara y pensara como él lo deseaba. Primeramente fecundó las aguas del mar, y producto de ello en las aguas aparecieron los peces. Pero como el resultado de ello no fue lo esperado, posteriormente procedió a fecundar una piedra en la que había tierra colorada, y de ella surgió el hombre. 
Make-Make estaba muy contento al haber creado al hombre, como la criatura que él deseaba; y como observó que este se veía muy solitario, posteriormente crearía también a la mujer.
Mucho tiempo después, Make-Make se le aparecería en sueños a Hau-Maka, y le indicaría y explicaría como llegar a una isla inhabitada (La Isla de Pascua), para que en ese lugar tengan su nuevo hogar el Rey Hotu Matu'a y su pueblo.
Posteriormente, Make Make junto a Haua, llevarían las aves hasta los motu (islotes) frente a Rano Kau; para que así se le celebre culto mediante la ceremonia anual de Tangata Manu (el hombre-pájaro).

## Objeto astronómico
La Unión Astronómica Internacional ha asignado la denominación «Makemake» al objeto transneptuniano conocido como anteriormente como 2005 FY9, siendo el cuarto planeta enano reconocido como tal, y el primero que se corresponde con un dios de la mitología pascuense.